# Holochelus kurdistanus
Holochelus kurdistanus är en skalbaggsart som beskrevs av Rudolph Petrovitz 1968. Holochelus kurdistanus ingår i släktet Holochelus och familjen Melolonthidae. Inga underarter finns listade i Catalogue of Life.